# 锈茎楼梯草
锈茎楼梯草（学名：Elatostema ferrugineum）是荨麻科楼梯草属的植物，为中国的特有植物。分布在中国大陆的云南等地，生长于海拔1,300米至1,400米的地区，一般生长在常绿阔叶林下岩石上，目前尚未由人工引种栽培。